# Per Carleson
Per Hjalmar Ludvig Carleson (Estocolmo, 11 de julio de 1917-Gotemburgo, 8 de junio de 2004) fue un deportista sueco que compitió en esgrima, especialista en la modalidad de espada.
Participó en tres Juegos Olímpicos de Verano entre los años 1948 y 1956, obteniendo dos medallas, bronce en Londres 1948 y plata en Helsinki 1952. Ganó seis medallas en el Campeonato Mundial de Esgrima entre los años 1947 y 1954.

## Palmarés internacional
| Juegos Olímpicos   | Juegos Olímpicos        | Juegos Olímpicos  | Juegos Olímpicos   |
| Año                | Lugar                   | Medalla           | Prueba             |
| ------------------ | ----------------------- | ----------------- | ------------------ |
| 1948               | Londres (Reino Unido)   | Medalla de bronce | Espada por equipos |
| 1952               | Helsinki (Finlandia)    | Medalla de plata  | Espada por equipos |
| Campeonato Mundial |                         |                   |                    |
| Año                | Lugar                   | Medalla           | Prueba             |
| 1947               | Lisboa (Portugal)       | Medalla de plata  | Espada por equipos |
| 1949               | El Cairo (Egipto)       | Medalla de plata  | Espada por equipos |
| 1949               | El Cairo (Egipto)       | Medalla de bronce | Espada individual  |
| 1950               | Montecarlo (Mónaco)     | Medalla de bronce | Espada por equipos |
| 1951               | Estocolmo (Suecia)      | Medalla de bronce | Espada por equipos |
| 1954               | Luxemburgo (Luxemburgo) | Medalla de plata  | Espada por equipos |